# Älgsjön (Näshulta socken, Södermanland)
Älgsjön är en sjö i Eskilstuna kommun i Södermanland och ingår i Norrströms huvudavrinningsområde.